# Cathédrale de Samtavissi
La cathédrale de Samtavissi (en géorgien სამთავისი) est une cathédrale orthodoxe géorgienne du XIe siècle située près du village d'Igoéti, dans la région de Kartlie intérieure en Géorgie orientale, à environ 45 km de la capitale, Tbilissi. Elle est aujourd'hui l'un des centres de l'éparchie de Samtavissi et Gori. Il est inscrit au patrimoine mondial de l'UNESCO.

## Décoration

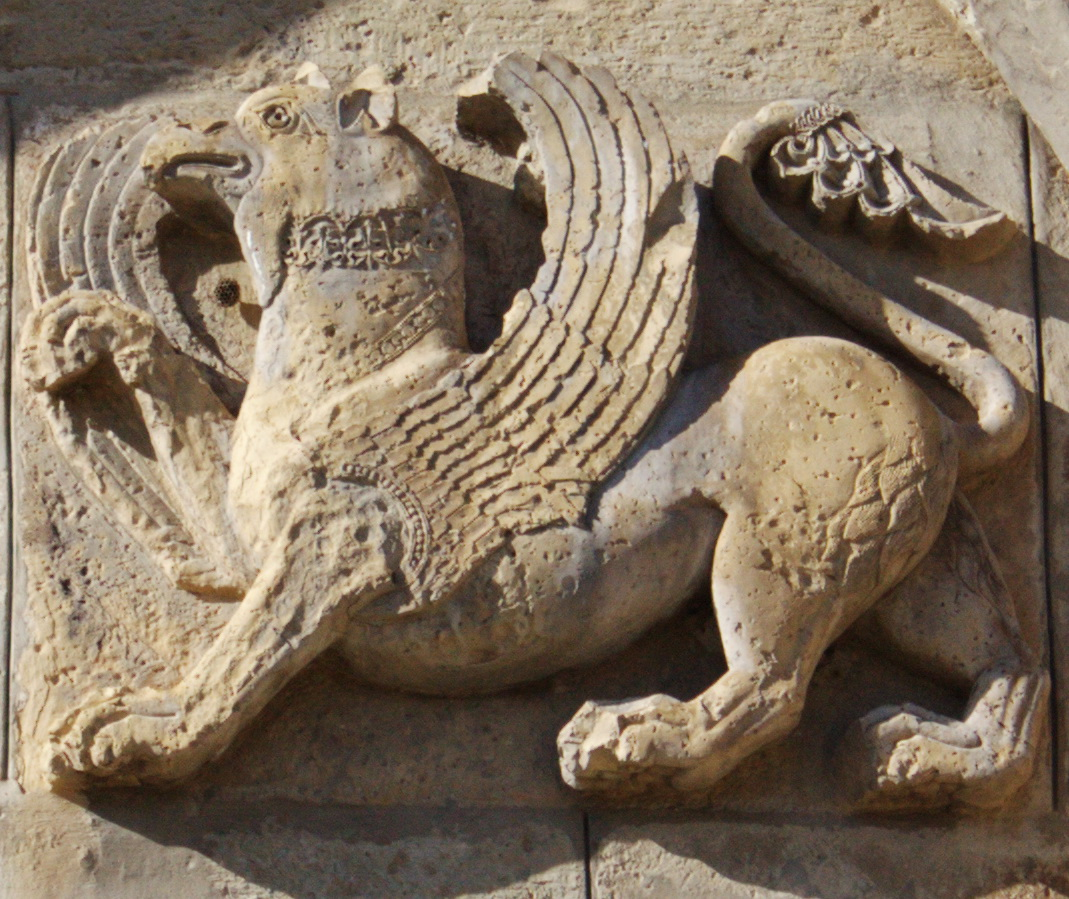
Griffon
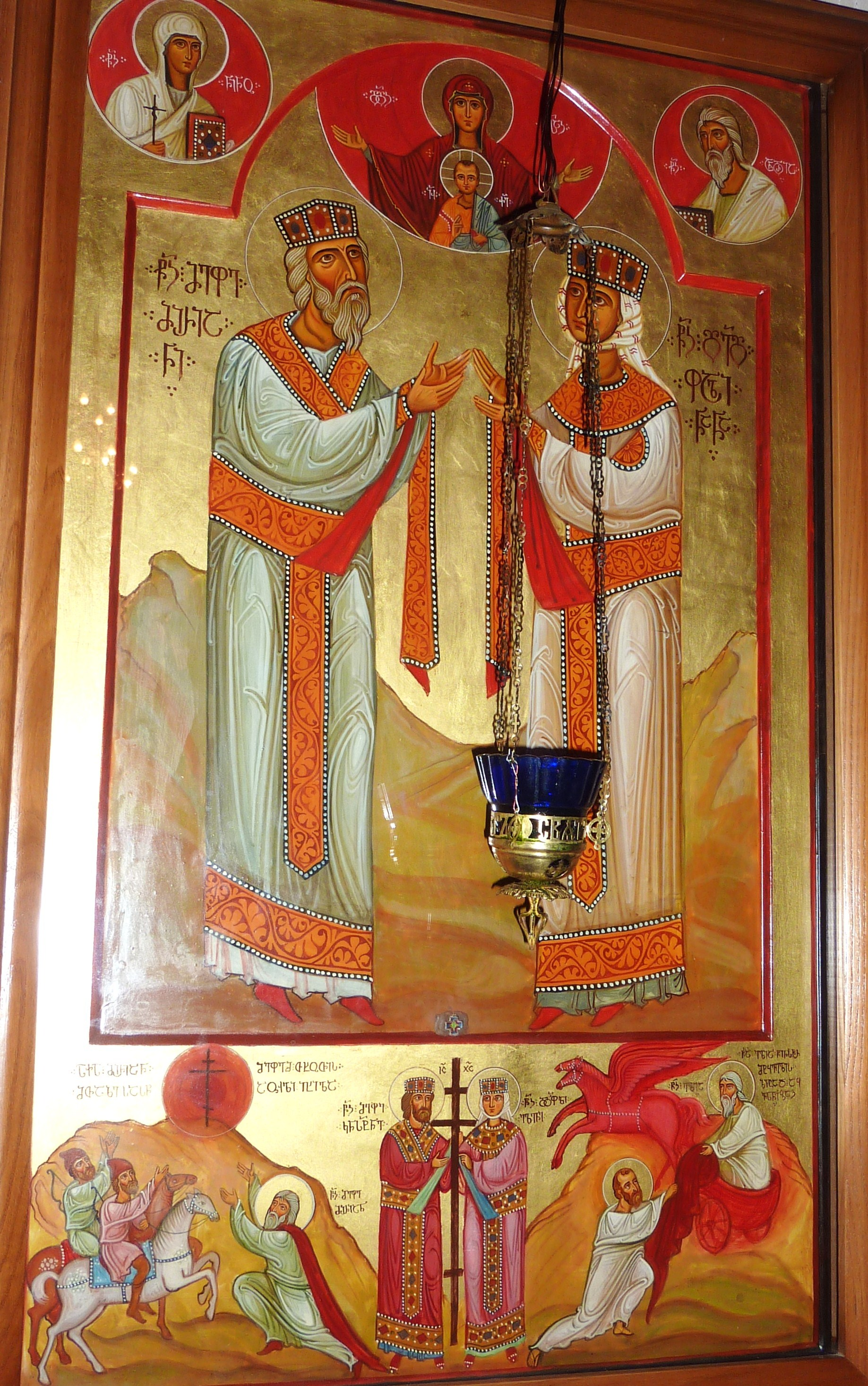
Le premier roi chrétien de Géorgie Mirian III et son épouse, cathédrale de Samtavissi.
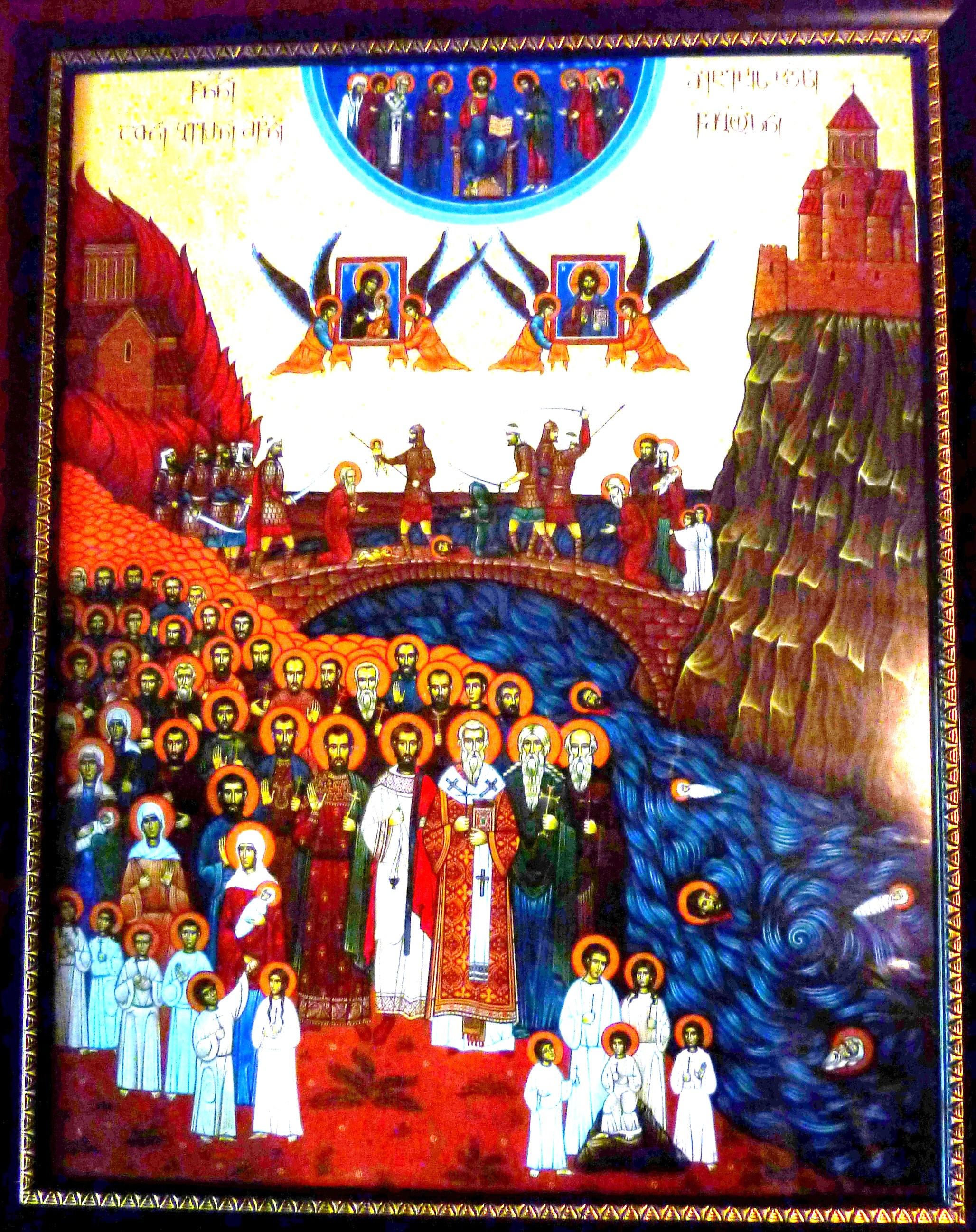
Chrétiens jetés dans le fleuve Koura par les Mongols car ils refusaient d'abjurer leur foi, cathédrale de Samtavissi.
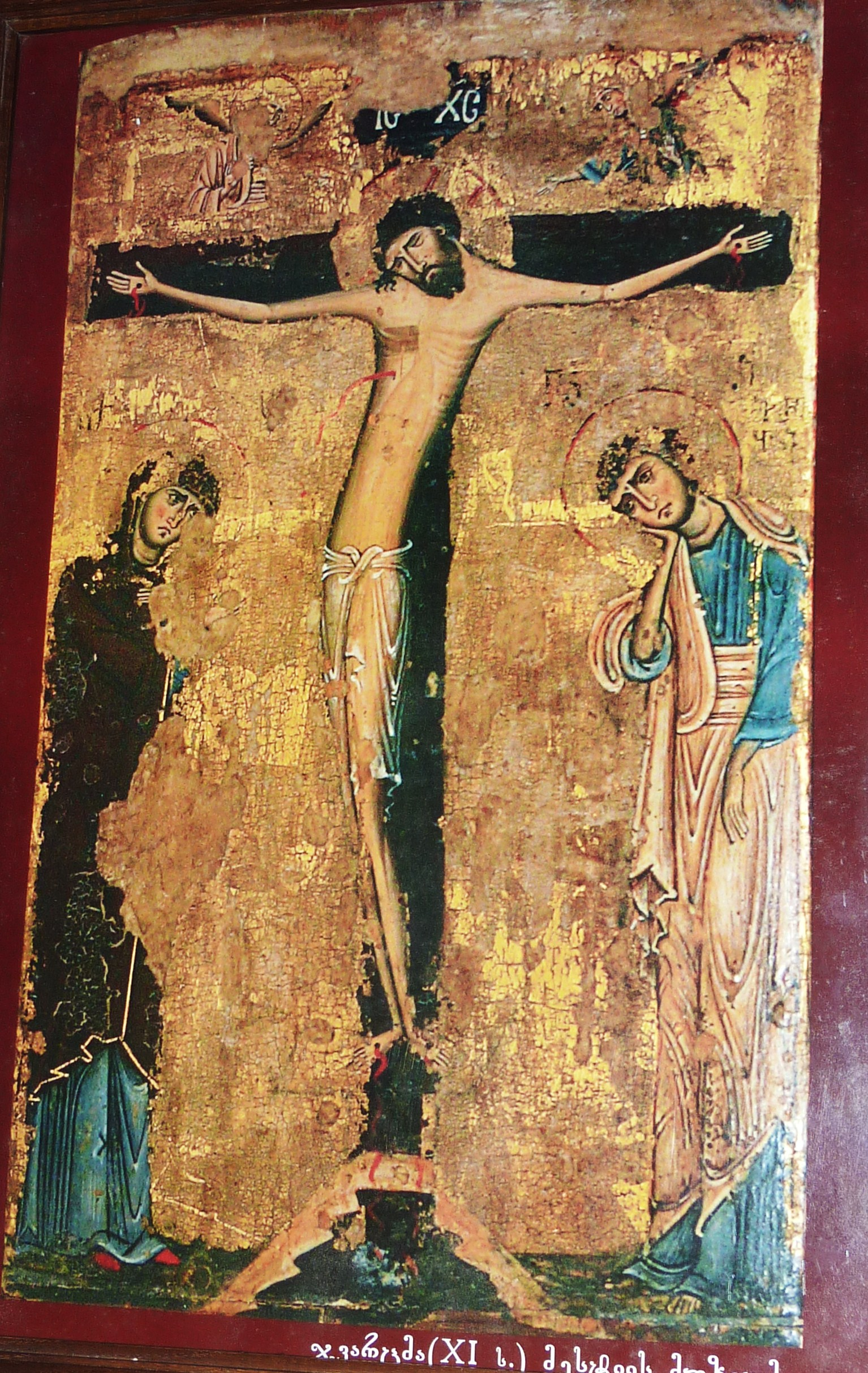
Christ courbé (école Svan) dans la cathédrale de Samtavissi.